# Hermann Krone
Hermann Krone (ur. 1827 we Wrocławiu, zm. 1916 w Dreźnie) – niemiecki fotograf, profesor.
Był synem litografa, dzięki czemu już od dzieciństwa zapoznawał się z technikami graficznymi. W 1843 roku, w cztery lata po ogłoszeniu wynalazku fotografii, samodzielnie opanował dwie najwcześniejsze techniki: dagerotypię i kalotypię. Absolwent Gimnazjum św. Elżbiety we Wrocławiu. Ukończył studia astronomiczne we Wrocławiu, ale zdecydował się wykonywać zawód fotografa. W 1849 roku przeniósł się do Drezna, by na tamtejszej Akademii Nauk uzupełniać swoją wiedzę. W 1853 otworzył studio fotograficzne. Przyczynił się do utworzenia na drezdeńskiej politechnice Katedry Fotografii Naukowej, gdzie pracował. Uzyskał habilitację w 1878, w 1895 otrzymał tytuł profesora, a w 1913 został doktorem honoris causa tejże uczelni.
Jako fotograf działał na wielu polach. Wykonywał zdjęcia komercyjne (np. portrety), podróżnicze, artystyczne i naukowe (sfotografował zaćmienie Księżyca). Stosował wszystkie pojawiające się nowe techniki, a oprócz tego sam wyprowadzał innowacje; eksperymentował z fotografią rentgenowską i lotniczą. Działał na rzecz przyznania praw autorskich fotografom. Nauczał fotografii i technik fotograficznych w szkołach i na prywatnych lekcjach. Na potrzeby studentów stworzył ok. 150 tablic dydaktycznych (niem. Lehrtafeln) o wymiarach ok. 100 × 80 cm, zawierających od jednej do kilkudziesięciu jego własnych prac. Ilustrowały one różne techniki (takie jak dagerotypia, kalotypia, technika kolodionowa) i zastosowania fotografii (np. w medycynie, astronomii, historii sztuki – szczególnie dużo miejsca zajmują reprodukcje dzieł sztuki). Obecnie tablice te znajdują się w zbiorach Technische Universität w Dreźnie.
Jego dorobek przez dłuższy czas pozostawał zapomniany. Przypomniała go wystawa poświęcona początkom fotografii w Niemczech (1989) i wystawa monograficzna w Dreźnie (1998). Poza Niemcami największy zbiór jego prac znajduje się w Muzeum Narodowym we Wrocławiu, prezentowany na wystawie w 1999 roku.